# Synagoge (Schwabach)

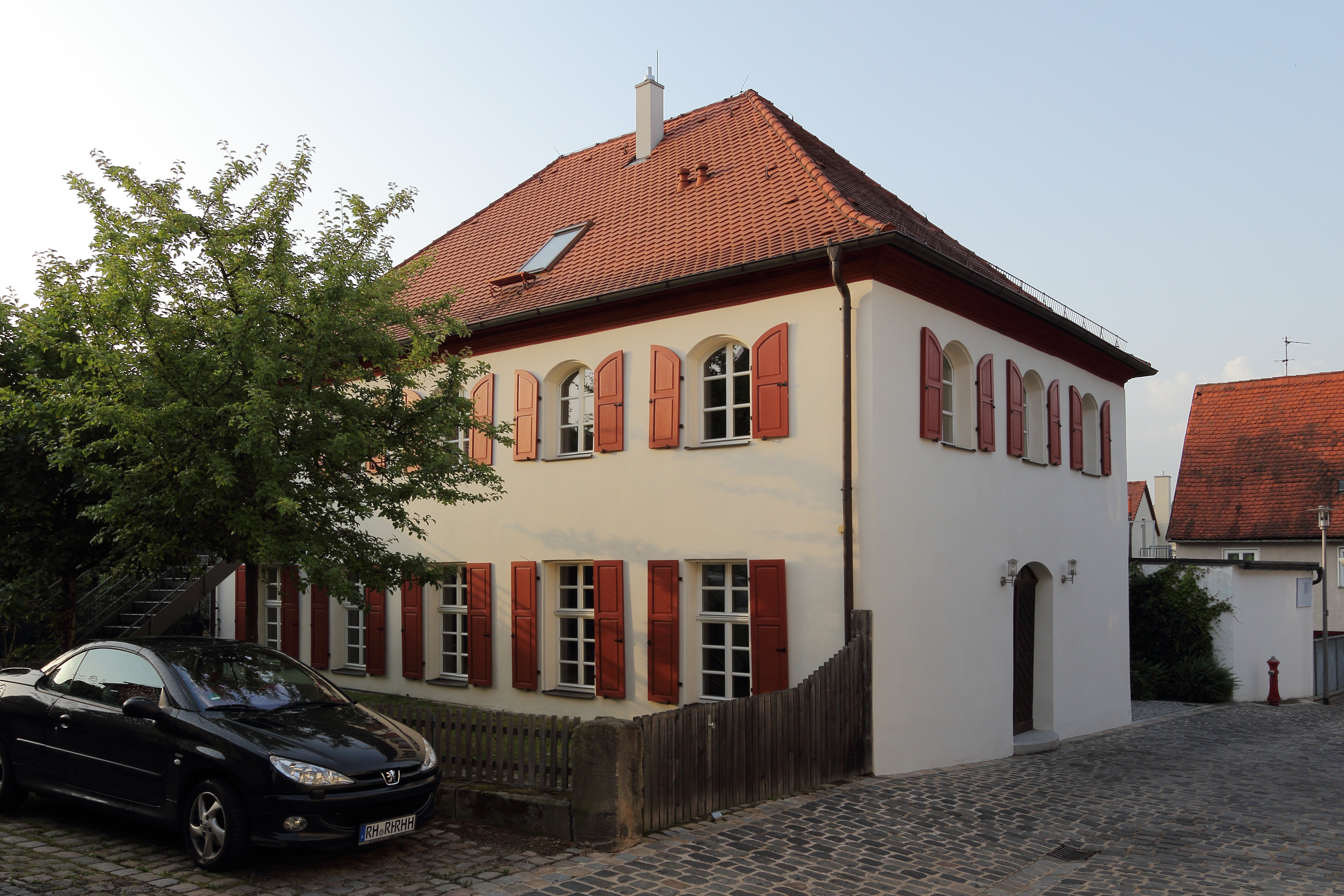
Die ehemalige Synagoge von Nordwesten

Die ehemalige Synagoge in Schwabach, einer Stadt in Mittelfranken in Bayern, wurde 1800 erbaut. Die profanierte Synagoge an der Synagogengasse 6 ist ein geschütztes Baudenkmal.

## Geschichte
Die drei Gebäude der jüdischen Gemeinde in Schwabach, die Synagoge, das Rabbinerhaus und die Religionsschule in der Synagogengasse 5, 6 und 7 waren um einen Hofraum gruppiert, der im Norden und Süden durch Tore verschlossen werden konnte. Die alte Synagoge war für die wachsende Zahl der Gemeindemitglieder zu klein geworden, sie wurde 1799 abgerissen und an gleicher Stelle wurde im Jahr 1800 eine neue Synagoge errichtet.
Die letzten Gottesdienste in der Synagoge fanden vermutlich 1937 statt. Im August 1938 wurde das Gebäude an eine Brauerei verkauft, die es als Lager nutzte. Die Ritualien kamen an den jüdischen Landesverband in München. Durch den Verkauf an die Brauerei blieb die ehemalige Synagoge beim Novemberpogrom 1938 unbeschädigt.
Nach 1945 wurde die Synagoge von den Alliierten beschlagnahmt und von der bis 1948 wieder bestehenden jüdischen Gemeinde in Schwabach als Synagoge genutzt. Ab 1949 stand das Gebäude wieder leer und kam Anfang der 1950er Jahre nach Klärung des Restitutionsverfahrens wieder in den Besitz der Brauerei.
Im Jahr 1998 wurde von Bürgern der Verein Synagogengasse 6 e. V. gegründet. Er übernahm das von der Brauerei geräumte Gebäude in Pacht und restaurierte in den folgenden Jahren die ehemalige Synagoge. Die Frauenempore wurde ebenfalls rekonstruiert. Im Jahr 2003 wurde im ehemaligen Betsaal ein Seminarraum der städtischen Volkshochschule eröffnet.

## Architektur
Auf einem 9,40 mal 14,0 Meter großen Grundriss erhebt sich ein zweigeschossiger Walmdachbau, der fünf Achsen an den Längsseiten und je drei an den Schmalseiten besitzt. Den oberen Wandabschluss bildet ein profiliertes Traufgesims. Der schmucklose Eingang an der westlichen Seite, zur Synagogengasse hin, war ursprünglich mit einem Hochzeitsstein in Sternform geschmückt. Ursprünglich gab es für die Frauen einen Eingang am westlichen Ende der südlichen Längswand, von dort gelangten sie über eine Treppe zur Frauenempore. Der flach gedeckte Betsaal erstreckte sich über zwei Geschosse.